# Okręg wyborczy Hove and Portslade
Okręg wyborczy Hove został utworzony w 1950 r. Obejmuje miasto Hove w hrabstwie East Sussex i wysyła do brytyjskiej Izby Gmin jednego deputowanego. Przed wyborami parlamentarnymi w 2024, nazwa okręgu uległa zmianie na Hove and Portslade. Granice okręgu nie zostały przy tym zmienione.

## Deputowani do Izby Gmin z okręgu Hove
| Wybory | Deputowany        | Partia               |
| ------ | ----------------- | -------------------- |
| 1950   | Anthony Marlowe   | Partia Konserwatywna |
| 1965   | Martin Maddan     | Partia Konserwatywna |
| 1973   | Timothy Sainsbury | Partia Konserwatywna |
| 1997   | Ivor Caplin       | Partia Pracy         |
| 2005   | Celia Barlow      | Partia Pracy         |
| 2010   | Mike Weatherley   | Partia Konserwatywna |
| 2015   | Peter Kyle        | Partia Pracy         |